# Антимоз Ивериели (фильм)
«Антимоз Ивериели» (груз. ანთიმოზ ივერიელი; другое название «Антимоз из Иверии») — грузинский художественный фильм 2001 года, исторический фильм, созданный на киностудии Грузия-фильм. Снял фильм режиссёр Гиули Чохонелидзе, этот фильм считается одной из лучших его работ.
Главные роли в этом фильме исполнили Гиули Чохонелидзе, Лаша Окрешидзе, Отар Мегвинетухуцеси, Тенгиз Арчвадзе, Отар Коберидзе и Лия Элиава. Премьера фильма в Грузии состоялась в 2001 году в Тбилиси. В России фильм был представлен на фестивале «Золотой Витязь» 27 мая 2003 года.

## Сюжет
Фильм рассказывает о Антимозе Ивериели, выходце из Грузии. Он был священником, в дальнейшем он стал унгровлахийским митрополитом и был причислен к лику святых.

## В ролях
| Актёр                | Роль                                     |
| -------------------- | ---------------------------------------- |
| Гиули Чохонелидзе    | Антимоз Ивериели в старости              |
| Лаша Окрешидзе       | Антимоз Ивериели в молодости             |
| Отар Мегвинетухуцеси | священник монастыря имени Давида Гареджи |
| Тенгиз Арчвадзе      | Иван                                     |
| Отар Коберидзе       |                                          |
| Лия Элиава           | матушка                                  |
| Мурман Джинория      |                                          |
| Зураб Кипшидзе       | Константин Бринковиану                   |
| Нодар Мгалоблишвили  |                                          |
| Эдишер Магалашвили   | монах Григорий                           |
| Гиви Хахидзе         |                                          |
| Михаил Гомиашвили    | Маврокиртади                             |
| Мурад Егизаров       | главный визирь                           |
| Картлос Марадишвили  | борец                                    |
| Гиви Сихарулидзе     |                                          |
| Тамуна Чохонелидзе   | Елене                                    |

## Съёмочная группа
- Автор сценария: Важа Гигашвили
- Режиссёр: Гиули Чохонелидзе
- Операторы: Абессалом Маисурадзе и Нугзар Нозадзе
- Композитор: Бидзина Квернадзе
- Художники-постановщики: Шота Гоголашвили и Кахабер Хуцишвили

## Технические данные
- Грузия, 2001 год, Грузия-фильм
- Исторический фильм, 210 мин.
- Цветной , Dolby
- Оригинальный язык — грузинский

## Другие названия
- Оригинальное название: ანთიმოზ ივერიელი
- Русское название: Антимоз Ивериели
- Название латиницей: Antimoz iverieli